# Die Wikinger – Angriff der Nordmänner
Die Wikinger – Angriff der Nordmänner (Originaltitel: Stara baśń. Kiedy słońce było bogiem) ist ein polnischer Abenteuerfilm von Jerzy Hoffman aus dem Jahr 2003, der nach einer Novelle von Józef Ignacy Kraszewski entstand.

## Handlung
Um an der Macht zu bleiben und um das Leben seines mit einer Sklavin gezeugten Sohnes zu schützen, entscheidet sich der grausame Fürst Popiel dafür, von der Mutter seines Sohnes dazu gedrängt, einen der beiden zu nun mündigen Thronerben herangereiften Söhne seines verstorbenen Bruders zu ermorden und dem anderen die Tat anzuhängen. Später rottet er seine gesamte Sippe aus, wodurch seinem Bastard der Thron sicher zu sein scheint.
In einem Wald verliebt sich derweil der junge Krieger Ziemowit in ein Mädchen, das den Göttern als Priesterin versprochen wurde. Als er Kampfgeräusche hört, trifft er auf den in arge Not geratenen Heerführer Piastun, der hinter das finstere Treiben des Fürsten gekommen war und daraufhin von dessen Männern umgebracht werden sollte. Ziemowit tötet die Angreifer. Den verletzten Piastun bringt er zusammen mit seiner Liebsten zu ihrem Vater, wo der Heerführer dafür sorgt, dass auch die anderen Bauern von den Taten des Fürsten erfahren. Es wird eine Versammlung einberufen, auf der man sich einigt die Fürstenburg zu stürmen. Das Vorhaben misslingt, also gehen die Bauern dazu über die Burg zu belagern. Der Fürst hatte zuvor jedoch die Wikinger gerufen, welche das Land der Bauern verwüsten und die Belagernden in die Flucht schlagen. In der Folge bitten die Bauern aber nicht wie vom Fürsten beabsichtigt um Verzeihung, sondern sie wählen Piastun zu ihrem Häuptling, durch dessen taktisches Geschick sie die Wikinger in der folgenden Schlacht in Schach halten können. Um noch mehr Blutvergießen zu verhindern wird ein Entscheidungszweikampf zwischen dem Jarl der Wikinger und Ziemowit beschlossen, an dessen Ende der Nordmann fällt und seine letzten Mannen den Freitod wählen.
Eine zweite Belagerung der Burg besiegelt auch das Schicksal des grausamen Fürsten. Das Getreide im Kornspeicher wird von Mäusen gefressen, sein Bastardsohn verliert durch die versehentliche Einnahme von Gift sein Leben und als der Fürst daraufhin vom Burgturm aus die Götter verflucht, streckt ihn ein gleißender Blitz nieder. Das Volk ist von dem Tyrannen befreit. Piastun wird zum neuen Fürsten ernannt. Der junge Krieger Ziemowit nimmt seine Wahl als Nachfolger des kinderlosen Heerführers an und erlaubt es sich dadurch den Göttern seine Geliebte für eine Heirat zu rauben.

## Erstausstrahlung
Die Wikinger – Angriff der Nordmänner hatte am 17. September 2003 auf dem Polnischen Filmfestival Gdynia seine Premiere. In Deutschland erschien der Film am 28. Mai 2009 auf DVD und am 22. April 2012 im Fernsehen auf Tele 5.

## Auszeichnungen und Nominierungen
Magdalena Biernawska-Teslawska und Pawel Grabarczyk gewannen 2004 für ihr Wirken in Die Wikinger – Angriff der Nordmänner den Polnischen Filmpreis in der Kategorie Beste Kostüme. Ebenfalls wurden Cezary Grzesiuk in der Kategorie Bester Schnitt, Andrzej Halinski in der Kategorie Bestes Szenenbild und Krzesimir Dębski in der Kategorie Beste Filmmusik für den Preis nominiert.

## Kritik
Für das Lexikon des internationalen Films war Die Wikinger – Angriff der Nordmänner ein „(b)ildgewaltiger, opulent ausgestatteter Historienfilm“ mit „opulente(n) Schlachten-Panoramen“, der aber „durch die unprofessionelle Montage, die den Fluss der Handlung bremst (irritiert)“.